# Montceaux-l'Étoile
Montceaux-l'Étoile è un comune francese di 272 abitanti situato nel dipartimento della Saona e Loira nella regione della Borgogna-Franca Contea.

## Società

### Evoluzione demografica
Abitanti censiti